# Stiefanowskij
Stiefanowskij (ros. Стефановский) – chutor w Rosji, w Kraju Krasnodarskim, w rejonie siewierskim. W 2021 liczył 247 mieszkańców.